# Áder János
Áder János (phát âm tiếng Hungary: [ˈaːdɛr ˈjaːnoʃ]; sinh ngày 09 tháng 5 năm 1959) là một luật sư và chính trị gia Hungary, và là tổng thống Hungary được bầu kể từ ngày 2 tháng 5 năm 2012.
Áder lớn lên ở thị trấn nhỏ Csorna ở huyện Győr-Moson-Sopron Bắt đầu từ năm 1978, ông học luật 5 năm tại Khoa Luật và Khoa học Chính trị tại Đại học Eotvos Lorand ở Budapest. Từ năm 1986 đến 1990, ông là một nhà nghiên cứu tại Học viện Nghiên cứu Xã hội học Khoa học Hungary.
Ader, người có một bằng luật, là người đồng sáng lập của Fidesz (Liên minh những người dân chủ trẻ), tại thời điểm đó là một liên minh tự do của dân chủ (mặc dù tổ chức này đã chuyển sang trung hữu năm 2012). Ader là một thành viên của Bàn tròn đối lập, trong năm 1989, đàm phán chấm dứt chế độ độc đảng ở Hungary.
Trong cuộc bầu cử năm 1990 và 1994, ông là người đứng đầu của chiến dịch Fidesz. Ông là nghị sĩ Quốc hội Hungary (Országgyűlés), 1990-2009, và là Chủ tịch Quốc hội của Hungary từ 18 tháng 6 năm 1998 đến 15 tháng 5 năm 2002. Ông là nhà lãnh đạo của phe đối lập Fidesz giai đoạn 2002-2006. Năm 2011, ông đã phác thảo dự thảo luật thay đổi vai trò của ngành tư pháp Hungary, dẫn đễn việc Ủy ban châu Âu đưa vấn đề tư pháp độc lập Hungary trước Tòa án Tư pháp châu Âu. Ông cũng đã phác thảo dự thảo luật sửa đổi luật bầu cử Hungary.
Trong cuộc bầu cử 2009 Nghị viện châu Âu, ông trở thành một nghị sĩ của Nghị viện châu Âu.
Ngày 16 tháng 4 năm 2012, Ader được chỉ định bởi đảng Fidesz, và Thủ tướng Viktor Orban, trở thành tổng thống mới của Hungary sau khi nguyên tổng thống Pál Schmitt từ chức. Ông được bầu vào ngày 02 tháng 5 năm 2012 cho một nhiệm kỳ năm năm với một cuộc bỏ phiếu với tỷ lệ phiếu 262-40, và sẽ nhậm chức vào ngày 10 tháng năm 2012. Ông sẽ là người đầu tiên giữ chức vụ tổng thống Hungary kể từ khi hiến pháp mới của Hungary có hiệu lực vào ngày 1 tháng 1 năm 2012.
János Ader kết hôn với Anita Herczegh, một vị thẩm phán. Họ có ba con gái và một con trai. Cha vợ của Ader, Géza Herczegh, là một thẩm phán của Tòa án Công lý Quốc tế tại La Hay từ năm 1993 đến năm 2003.